# Karol Kmeťko
Karol Kmeťko (12. prosince 1875, Dolné Držkovce – 22. prosince 1948, Nitra) byl slovenský římskokatolický biskup (nitranský biskup a od roku 1944 osobní arcibiskup) a československý politik, meziválečný poslanec Národního shromáždění za Slovenskou ľudovou stranu (pozdější Hlinkova slovenská ľudová strana).

## Biografie
Karolko Kmeťko vystudoval gymnázium v Nitře a teologii v kněžském semináři v Budapešti. 30. října 1918 se stal jedním ze signatářů Martinské deklarace. 13. listopadu 1920 se díky změnám mocenských poměrů na Slovensku stal biskupem v Nitranské diecézi. Šlo o první vlnu obsazování vysokých církevních postů na Slovensku slovenskými představiteli místo dosavadních prouhersky, respektive promaďarsky orientovaných biskupů. V roce 1944 byl jmenován arcibiskupem.
Před svým nástupem do vysokých církevních postů byl také aktivním politikem. V prosinci 1918 byli Karol Kmeťko, Andrej Hlinka, Martin Mičura a Eugen Tvrdý svolavateli sjezdu katolicky orientovaných Slováků v Žilině, kde byly položeny základy pro obnovení činnosti Slovenské ľudové strany. V letech 1918–1920 zasedal v Revolučním národním shromáždění. V parlamentních volbách v roce 1920 získal poslanecké křeslo v Národním shromáždění. Zvolen byl na společné kanditátce Slovenské ľudové strany a celostátní Československé strany lidové. V roce 1921 ovšem slovenští poslanci vystoupili ze společného poslaneckého klubu a nadále již fungovali jako samostatná politická formace. Mandátu se roku 1922 vzdal a jeho poslanecký post zaujal Robert Kubiš. Profesí byl podle údajů k roku 1920 farářem v obci Teplička.
V československém parlamentu se v roce 1919 přimlouval za vynětí církevní půdy z chystané pozemkové reformy. Měla být postavena pod státní dozor a sloužit pro živobytí chudých kněží a na dobročinné účely.
Po roce 1945 byl předvolán jako svědek k procesu s prezidentem Slovenského státu Jozefem Tisem. Kmeťko u soudu prohlásil, že existenci samostatného slovenského státu by uvítal, ale je si vědom neprůchodnosti této koncepce v nynější době. Jeho výroky vzbudily zejména na české straně pozornost a nevoli, a to i proto, že Kmeťko nebyl nepřátelsky naladěn vůči Československu a Čechům a nepatřil ani mezi oblíbence Jozefa Tisa.